# Saltais purvs
Saltais purvs este o arie protejată (arie specială de conservare — SAC, sit de importanță comunitară — SCI, arie de protecție specială avifaunistică — SPA) din Letonia întinsă pe o suprafață de 92,65 ha, integral pe uscat.

## Localizare
Centrul sitului Saltais purvs este situat la coordonatele 56°21′58″N 25°59′44″E / 56.3661°N 25.9955°E.

## Înființare
Situl Saltais purvs a fost declarat arie de protecție specială avifaunistică în decembrie 2002 pentru a proteja . Alte tipuri de protecție:
- sit de importanță comunitară (în mai 2004)
- arie specială de conservare (în mai 2004)[1][3][4]

## Biodiversitate
Situată în ecoregiunea boreală, aria protejată conține 6 habitate naturale: Turbării active, Mlaștini oligotrofe degradate, capabile încă de regenerare naturală, Mlaștini turboase de tranziție și turbării mișcătoare, Depresiuni pe substraturi de turbă de Rhynchosporion, Taiga vestică, Mlaștini împădurite.
La baza desemnării sitului se află un număr nedeclarat de specii protejate: